# Gully
Gully és una població dels Estats Units a l'estat de Minnesota. Segons el cens del 2000 tenia 106 habitants.

## Demografia
Segons el cens del 2000, Gully tenia 106 habitants, 52 habitatges, i 26 famílies. La densitat de població era de 20,4 habitants per km².
Dels 52 habitatges en un 23,1% hi vivien nens de menys de 18 anys, en un 46,2% hi vivien parelles casades, en un 3,8% dones solteres, i en un 48,1% no eren unitats familiars. En el 44,2% dels habitatges hi vivien persones soles el 17,3% de les quals corresponia a persones de 65 anys o més que vivien soles. El nombre mitjà de persones vivint en cada habitatge era de 2,04 i el nombre mitjà de persones que vivien en cada família era de 2,93.
Per edats la població es repartia de la següent manera: un 23,6% tenia menys de 18 anys, un 2,8% entre 18 i 24, un 25,5% entre 25 i 44, un 23,6% de 45 a 60 i un 24,5% 65 anys o més.
L'edat mediana era de 43 anys. Per cada 100 dones de 18 o més anys hi havia 118,9 homes.
La renda mediana per habitatge era de 17.500 $ i la renda mediana per família de 21.875 $. Els homes tenien una renda mediana de 21.250 $ mentre que les dones 17.917 $. La renda per capita de la població era d'11.644 $. Entorn del 14,8% de les famílies i el 16,8% de la població estaven per davall del llindar de pobresa.

## Poblacions més properes
El següent diagrama mostra les poblacions més properes.